# 凱恩塔 (亞利桑那州)
凱恩塔（英語：Kayenta）是位於美國亞利桑那州納瓦霍縣的一個人口普查指定地區。根據2010年美國人口普查，該地人口為5189人，而該地的面積約為34.28平方千米。

## 地理
凱恩塔的座標為36°42′51″N 110°15′37″W / 36.71417°N 110.26028°W，而該地最高點為海拔高度1,738米（即5700英尺）。